# Никитино (Оренбургская область)
 Никитино — село в Саракташском районе Оренбургской области. Входит в состав  Чёрноотрожского сельсовета. 

## География
Находится на левом берегу реки Сакмара на расстоянии примерно 12 километров по прямой на северо-запад от районного центра поселка Саракташ.

## История
Село основано в 1742 году при закладке Никитинского редута пограничной линии.  Никитинский редут был заселен солдатами и их семьями (русскими и татарами) Шешминского ландмилицкого полка, проживавших ранее в нынешнем Татарстан. В 1745 и в 1768 годах в редут были подселены ногайцы. В середине XIX века Никитинский редут стал именоваться Никитинской станицей  которая позднее подверглась преобразованию в казачий поселок. В 1900 году в нем насчитывалось 316 дворов и проживало 1766 жителей. Действовали две мечети. В январе 1920 года станица преобразуется в село Никитино. В советское время работали колхоз «Сакмара» и совхоз «Колос».  Часть жителей села в начале XX века уехали осваивать новые земли и образовали в 1901 году село Редутово (ныне Челябинская область, Чесменский район).

## Население
Население составляло 705 человека в 2002 году (татары 89%), 660 по переписи 2010 года.

## Известные уроженцы
- Ченекай — татарский поэт, переводчик.